# Conognatha bifasciata
Conognatha bifasciata es una especie de escarabajo del género Conognatha, familia Buprestidae. Fue descrita científicamente por Waterhouse en 1882.